# Saint-Simon, Aisne

Saint-Simon este o comună în departamentul Ain, Franța. În 1 ianuarie 2022 avea o populație de 598 de locuitori.